# George Webber (Leichtathlet)
George Webber (George James Webber;) (* 6. Dezember 1895; † 31. Mai 1950 in Luton) war ein britischer Langstreckenläufer.
Bei den Olympischen Spielen 1924 in Paris kam er beim Mannschaftsrennen über 3000 m auf den siebten Platz und gewann mit dem britischen Team Silber.

## Persönliche Bestzeiten
- 1 Meile: 4:23,5 min, 21. Juni 1924, London
- 10.000 m: 32:21,8 min, 29. Juli 1922, London